# طفلا مسلم
محمد بن مسلم بن عقيل وإبراهيم بن مسلم بن عقيل ويسميان اختصار بـ طفلا مسلم، كانا ولدان مسلم بن عقيل، الذي كان سفير الإمام الحسين بن علي في الكوفة، وهما حفيدا عقيل بن أبي طالب، شقيق الإمام علي بن أبي طالب وإبن عم النبي محمد. يتم تضمين طفلا مسلم ضمن قائمة شهداء معركة كربلاء.

## الدفن
دفن الطفلان قرب نهر الفرات قرب مدينة المسيب التابعة لمحافظة بابل في العراق، ويوجد لهما ضريح في هذه المنطقة.